# 仮屋暢聡
仮屋 暢聡（かりや のぶとし、1957年 - ）は、日本の精神科医。専門は臨床精神医学。

## 経歴
1957年鹿児島県生まれ。鹿児島大学医学部医学科卒業。
東京都立松沢病院医員、東京都立中部総合精神保健福祉センター医療科長、東京都福祉保健局精神保健福祉課長を歴任。
現在は医療法人社団KARIYA理事長、まいんずたわーメンタルクリニック院長。

## 著作
- 『心はさみしき狩人―精神科医による23の狂気の物語』実業之日本社、1995年。
- 『うつ予備群　こんな人が危ない』CCCメディアハウス、2008年。
- 『危ない呑み方・正しい呑み方』毎日コミュニケーションズ、2008年。
- 『アルコール依存の人はなぜ大事なときに飲んでしまうのか』CCCメディアハウス、2009年。
- 『ニュートン式　超図解　最強にわかる！！精神の病気』ニュートンプレス、2021年。